# Lysets fravær
|  | Denne artikel er oprettet af botten PalnaBot ud fra en ekstern database. Den kan derfor have sproglige fejl eller mangler. Denne skabelon kan fjernes efter kontrol af indholdet. |

Lysets fravær er en film instrueret af Carsten Sønder efter eget manuskript.

## Handling
Dokumentarfilm om blindhed og blindhedens problemer. Filmen prøver at give et billede af den blindes verden "set" indefra og udefra på én gang